# 1137 Raïssa
1137 Raïssa är en asteroid i huvudbältet som upptäcktes den 27 oktober 1929 av den ryske astronomen Grigorij N. Neujmin vid Simeizobservatoriet på Krim. Dess preliminära beteckning var 1929 WB. Den fick senare namn efter Raissa Ivanovna Maseeva, som beräknade dess banelement.
Raïssas senaste periheliepassage skedde den 22 januari 2020.[Uppdatering behövs] Dess rotationstid har beräknats till 37 timmar.